# オバマージャン
オバマージャンとは、福井県小浜市のNPO法人が2013年に発案したボードゲームで、幅、厚さとも通常の麻雀牌の3倍（体積は27倍）で、卓は2畳分ある。

## 概要
数人でチームを組み5つの牌の組み合わせを考えて揃えることで得点を競う高齢者向けのゲーム。牌が大きいので、かき混ぜたり配ったりする時に自然と体を動かすようにと工夫されている。開発の趣旨は元々、小浜市の高齢者向けサロンのメニューは料理や手芸といった女性向けのものが多かったため、男性の参加率が低かったことで、麻雀のようなゲームであれば、男性陣も参加し易いのではというところにあった。

## 沿革
- 2013年（平成25年）秋 - 福井県小浜市内のNPO法人、WACおばまが開発し、小浜市の介護予防事業「ふれあいサロン」のメニューの1つとなった。
- 2015年（平成27年） - 小浜市内にある100以上のふれあいサロンのうち20以上のサロンがメニューに採用することを決定。